# Operaciones vinculadas
Las operaciones vinculadas son las actividades comerciales realizadas por personas naturales o sociedades, donde existe influencia en la toma de decisiones entre las partes, debido a la relación de administración, dirección y/o control entre ellas. Esta influencia se extiende a relaciones familiares de primer o segundo grado entre los intervinientes.
El término hace alusión a un concepto utilizado en el ámbito de la valoración económica de empresas y negocios. En concreto, las operaciones vinculadas son aquellas realizadas entre una entidad y sus socios, entre una entidad y las personas relacionadas por parentesco o entre varias entidades pertenecientes a un mismo grupo.
El concepto alude a las transmisiones de bienes o prestaciones de servicios realizadas entre partes no independientes entre sí. En estos casos, la Ley española y otras de su entorno establecen la obligación de contar con un informe justificativo del Valor Normal de Mercado, con el fin de evitar que estas operaciones sean convenidas a precios adulterados. 
Pese a que no es un concepto de creación reciente, su uso y legislación se ha generalizado en la última década, coincidiendo con la crisis económica iniciada en 2008. Numerosos gobiernos han desarrollado una legislación específica para este campo como vía para luchar contra el fraude y aumentar la transparencia financiera, después de que, tras el estallido de la crisis, se descubriesen casos de alteración en la contabilidad en diversas compañías y grupos financieros.
En el contexto español, el concepto de Operaciones Vinculadas cobra mayor protagonismo en los últimos años merced al importante proceso de concentración bancaria que afrontan numerosas entidades en el sector bancario.
Así, hoy en día el concepto de Valor Normal de Mercado está presente en un operaciones cotidianas en el ámbito económico y financiero, tales como la cesión de activos intangibles (marcas, logos, patentes, etc.) entre sociedades, prestación de servicios profesionales entre entidades de un mismo grupo, garantías, avales o préstamos entre socios y sociedades, etc., para cuyo curso es preceptivo un informe de valoración expedido por una entidad independiente.